# Большой меблированный дом «Пале-Рояль»
Большой дом меблированных квартир «Пале-Рояль» (Дом Л. К. фон Таубе) — частная гостиница конца XIX — начала XX столетия в Санкт-Петербурге по адресу Пушкинская улица, 20. Здание было построено в 1875—1876 году по проекту архитектора Александра Иванова, признано объектом культурного наследия. Часто встречается ошибочное название «дом барона Л. К. фон Таубе», в действительности второй владелицей «Пале-Рояль» была баронесса Луиза Карловна фон Таубе.

## История

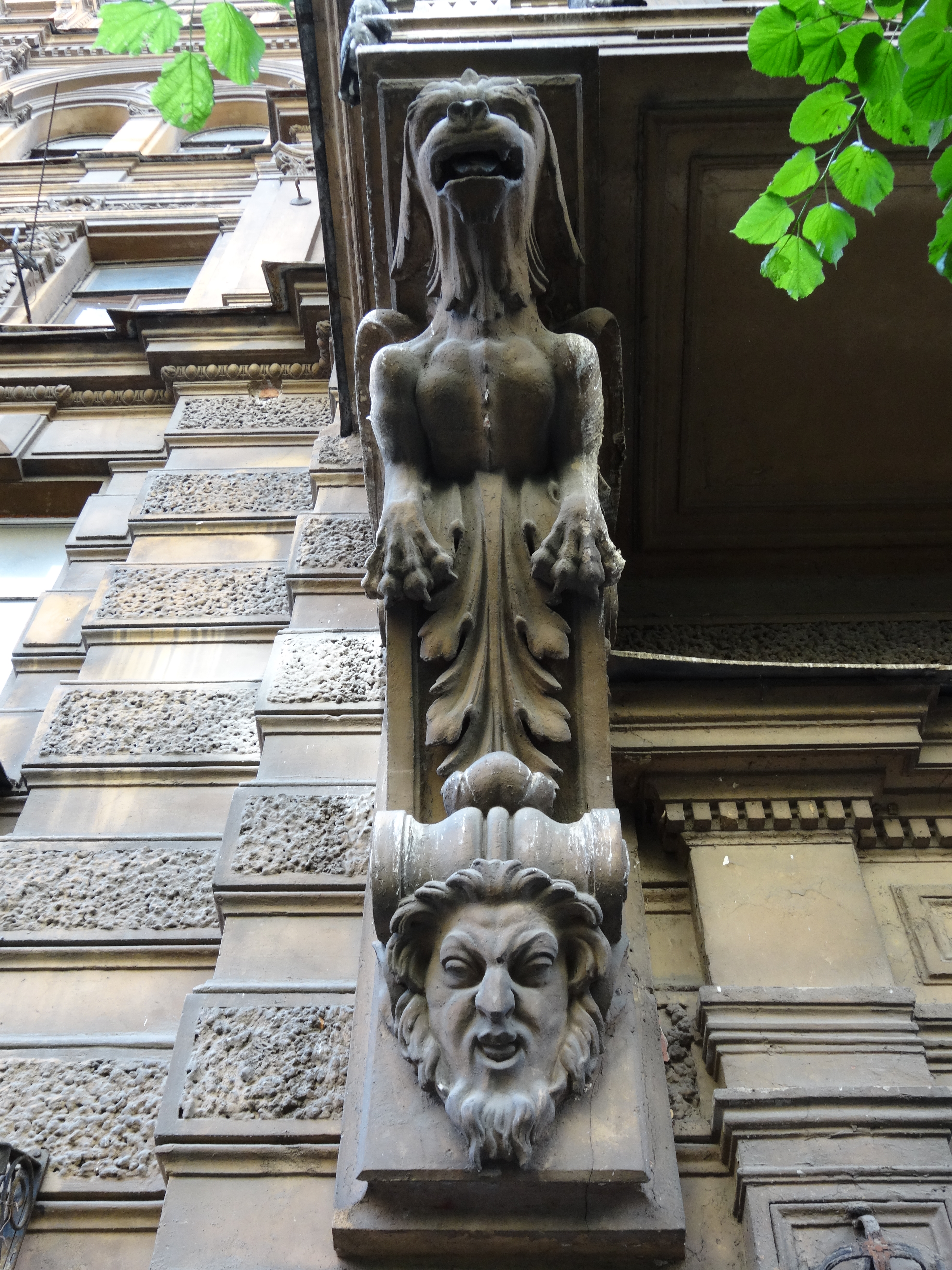
Фрагмент фасада, 2017

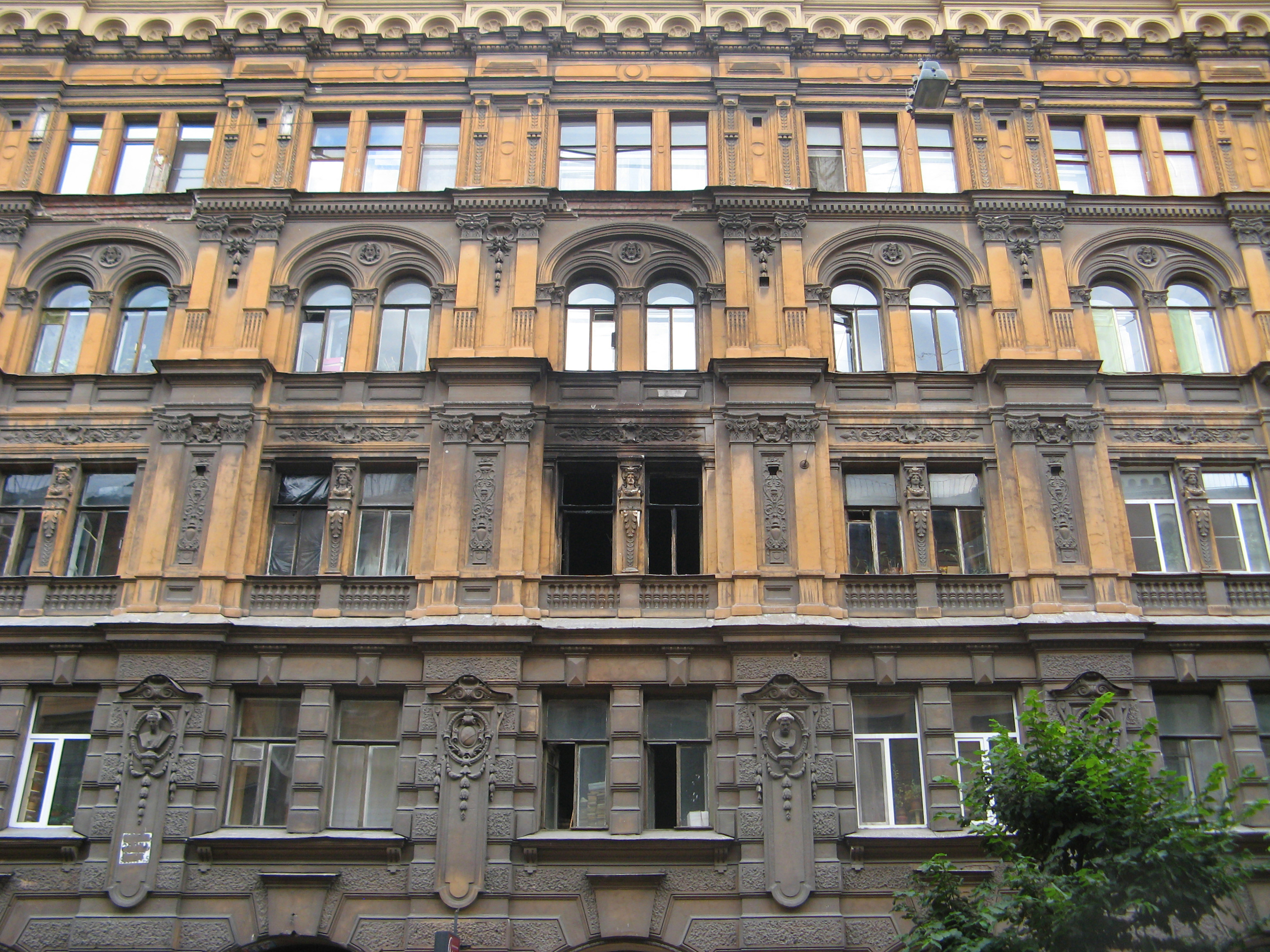
Фасад по Пушкинской ул., 2015

### Описание
На месте будущей гостиницы в 1838 году находился особняк Струбинского, построенный по проекту архитектора Александра Пеля. Во второй половине XIX века участок приобрела жена полковника Анна Петровна Рот, владелица доходного дома по адресу Пушкинская улица, 18, и двух домов на улице Рубинштейна (№ 25 и 27). По заказу Анны Рот архитектор Александр Иванов в 1875—1876 году построил на участке пятиэтажный доходный дом, где были открыты «меблированные комнаты А. П. Рот». Зодчий оформил фасады в нарядном эклектичном стиле, обильно украсив их скульптурой, рельефами и орнаментами. Первый этаж предназначался для торговых коммерческих помещений и был оформлен высокими полуциркульными окнами. Следующим владельцем домовладения стал Серебряков, а в 1880-х годах оно перешло к баронессе Луизе Карловне, супруге барона Юлия Ивановича фон Таубе, на фасаде был размещён их фамильный герб.
Изначально гостиница имела 99 номеров и предназначалась для гостей города, прибывших в Петербург по делам. Комнаты и квартиры сдавались посуточно и помесячно, ценовая политика была рассчитана таким образом, чтобы «отсекать» неблагонадёжную публику, к которой причислялись студенты и «случайные парочки», но не выходить за рамки возможностей среднего класса. Аренда комнаты на сутки составляла от 1 до 10 рублей.
Название «Пале-Рояль» закрепилось в 1880—1890-х годах, когда Большой меблированный дом был в совладении у дочери баронессы фон Таубе Марии Юльевны и её супруга маркиза Сакрипанте. Мария Юльевна унаследовала дом в 1894 г., после смерти барона фон Таубе.
В 1911 году Большой меблированный дом «Пале-рояль» выкупили братья купцы Григорий и Николай Фёдоровичи Немиловы. Они сделали ремонт, увеличив число комнат до 175. Минимальная стоимость номера упала с 1 руб. 25 коп. до 1 руб. 10 копеек в сутки. В 1912 году домовладение перешло во владение к Николаю Немилову, старший брат Павел был управляющим. В 1914 году меблированный дом «Пале-рояль» приобрёл почетный гражданин Альфред Фёдорович Тиме.

### Известные постояльцы
В конце XIX — начале XX века дом стал одной из важных точек в культурной жизни города. Зинаида Гиппиус писала, что «Пале-Рояль» «почему-то возлюбили литераторы и живали там, особенно несемейные, по месяцам, а то и по годам». Среди них были Пётр Перцев и Аким Волынский, Иван Бунин, Владимир Маяковский встречался здесь с Софьей Шамардиной, а позднее — с Лилей Брик. Другими нанимателями комнат были художники Григорий Мясоедов и Исаак Левитан, актёр Мамонт Дальский (Неелов) и оперный певец Фёдор Шаляпин. Глеб Успенский часто останавливался в «Пале-Рояль», из его мемуаров стало известно, что жильё там снимали Николай Шелгунов и Николай Михайловский. Каждый приезд Успенского сопровождался «продолжительным разгулом» с многочисленными поклонниками. Вечера с большим количеством гостей часто устраивал Александр Куприн. Дальский описывал дом как «приют артистической богемы», а молодой Шаляпин вспоминал, что «сей приют был очень грязен, <…> множество пыли, прозябали блохи, мухи и другие насекомые. В темных коридорах всегда можно было встретить пьяненьких людей обоего пола». В 1906—1908 годах в «Пале-Рояль» жил вышедший в отставку министр путей сообщения Михаил Хилков.
После революции дом отдали под коммунальное жильё. В середине XX века в здании разместили общежитие железнодорожников.

## Современность
В 1980-х были утрачены оригинальные двери. В 2020 году обнаружилось, что 240 м² помещений на первом этаже здания занимала коммерческая организация, не имевшая договора аренды. Без разрешения КГИОП были пробиты проходы в капитальных стенах и проведена перепланировка.